# Seohara
Seohara ist eine Stadt im indischen Bundesstaat Uttar Pradesh.
Die Stadt ist Teil des Distrikts Bijnor. Seohara hat den Status eines Nagar Palika Parishad. Die Stadt ist in 25 Wards gegliedert. Sie hatte am Stichtag der Volkszählung 2011 53.296 Einwohner, von denen 28.065 Männer und 25.231 Frauen waren. Die Alphabetisierungsrate lag 2011 bei 65,4 %.
Seohara liegt an dem State Highway von Haridwar nach Moradabad. Im Osten von Seohara liegt Sahaspur, im Westen Dhampur, im Süden Raja Ka Tajpur und im Norden fließt der Fluss Ramganga etwa acht Kilometer von der Stadt entfernt.